# Biserica de lemn din Scoarța-Cârținești

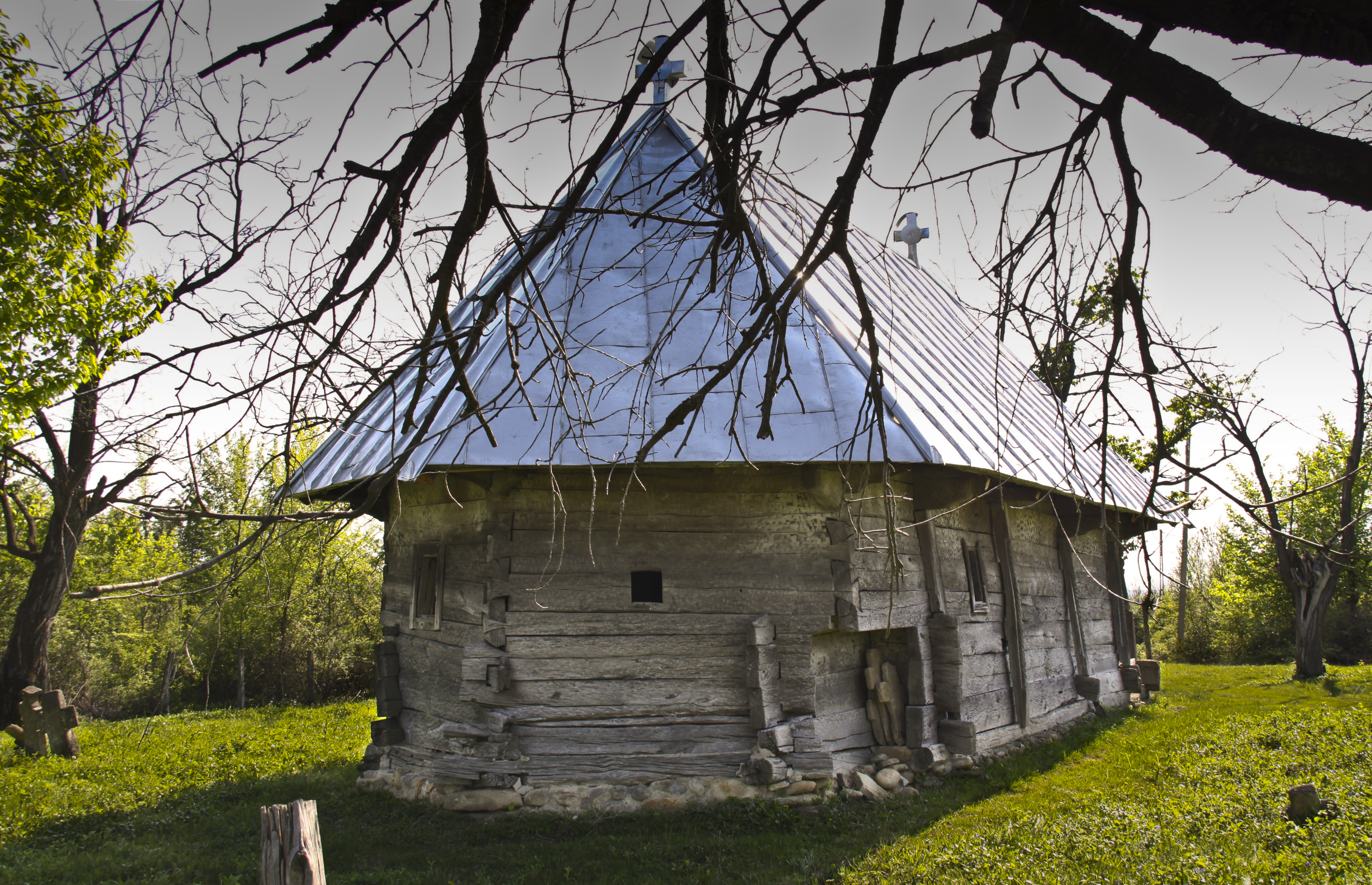
Biserica de lemn din dealul Cârţineşti, localitatea Scoarţa, Gorj, foto: 2010.

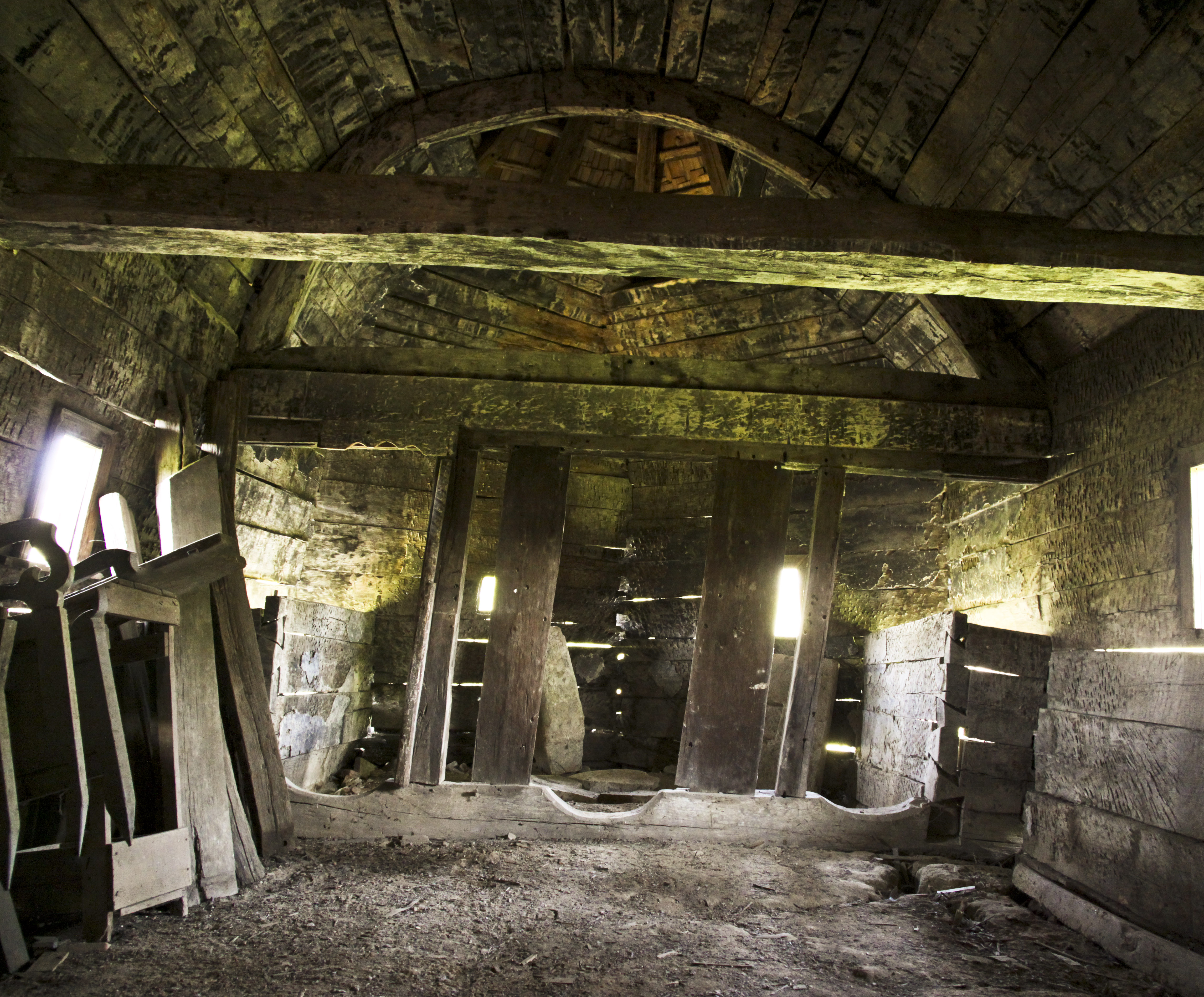
Naosul bisericii, foto: 2010.

Biserica de lemn din Scoarța-Cârținești se află în cătunul de pe dealul Cârținești din localitatea Scoarța din județul Gorj. Poartă hramul „Adormirea Maicii Domnului” și datează cel mai probabil din secolul 18. Se distinge prin structura de lemn bine conservată, prin nișele în consolă de la altar, atât de caracteristice zonei, prin absida altarului terminată în ax. Dintre veleitățile artistice se remarcă sculpturile decorative exterioare, vizibile la stâlpii pridvorului și la stenapii de pe laturile lungi ale construcției. Biserica are o valoare incontestabilă de patrimoniu cultural, istoric și artistic, chiar dacă lipsește de pe noua listă a monumentelor istorice.

## Istoric
Vechimea reală a bisericii de lemn din dealul Cârținești este necunoscută. A fost ridicată probabil în secolul 18. Peste intrarea în naos se păstrează urmele unei inscripții în limba română cu litere chirilice al cărei conținut se lasă greu descifrat. În așteptarea unui efort de descifrare se poate semnala tradiția conform căreia biserica ar fi fost adusă pe locul actual dintr-un alt loc, „sodome”, afectat de alunecări de teren. În altar, la proscomidie, se mai pot observa urmele unui pomelnic scris de asemenea în litere chirilice, legat desigur de momentul în care biserica a fost spoită în exterior și interior, cel mai probabil în decursul secolului 19.

## Trăsături
În Scoarța au existat până la începutul secolului 20 patru bisericuțe de lemn. Cea din centrul satului, acoperiță cu scoarță de stejar, de la care și-a luat numele întreaga așezare, a fost înlocuită în 1906 cu una nouă de zid. Biserica Dintre Vii a ars în 1967. S-au păstrat numai cea din dealul Cârținești și cea din dealul Pietriș.
Biserica de lemn din dealul Cârținești păstrează în mare parte formele inițiale, databile în secolul 18. Corpul bisericii este împărțit de la apus la răsărit în încăperile tradiționale: pridvor, pronaos, naos și altar. Pronaosul, naosul și altarul sunt cuprinse sub o boltă comună, fiind despărțite de pereți. Aceștia din urmă sunt parțial desfăcuți, urmare a unei perioade lungi de degradare a interiorului. O ușă de intrare, una de trecere între pronaos și naos și trei spre altar permit accesul și mișcarea rituală în biserică. Portalul vechi de la intrare păstrează sculptura adâncă a unui cadru și adânciturile decorative de la bază. Ferestrele sunt puține dar mărite în perioade anterioare, cu excepția ferestrei dinspre sud a naosului, rămasă în dimensiunile sale originale. Altarul se remarcă prin cele două nișe laterale și terminarea în ax. Structura bisericii păstrează la stâlpii pridvorului și stenapii laterali căteva elemente decorative. Cioplitura de pe pereți provine de la o spoială exterioară și interioară, parțial vizibilă în interior.
Starea de conservare a bisericii vorbește despre perioade lungi în care a fost expusă la intemperii. Interiorul a fost lipsit de podoabele sale probabil din aceeași perioadă. Acoperișul de tablă pune sub protecție tot ce s-a păstrat, în mod salvator.
Biserica stă în vechiul cimitir al cătunului, înconjurată de cruci din piatră de râpă, adâncite în pajiștea din jur. O parte din ele, cu inscripții șterse, sunt adunate lângă altar.

## Imagini exterioare

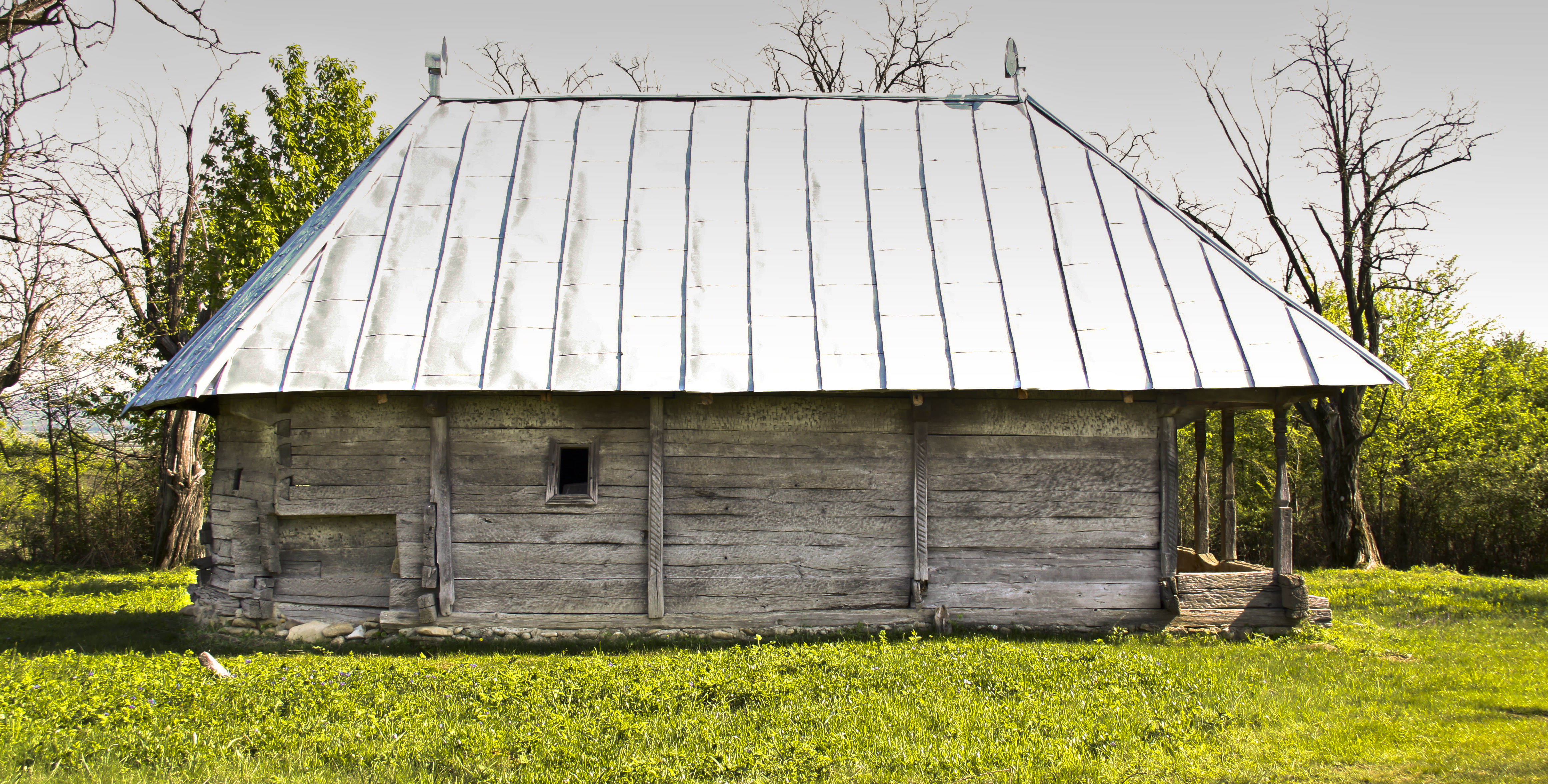
nord
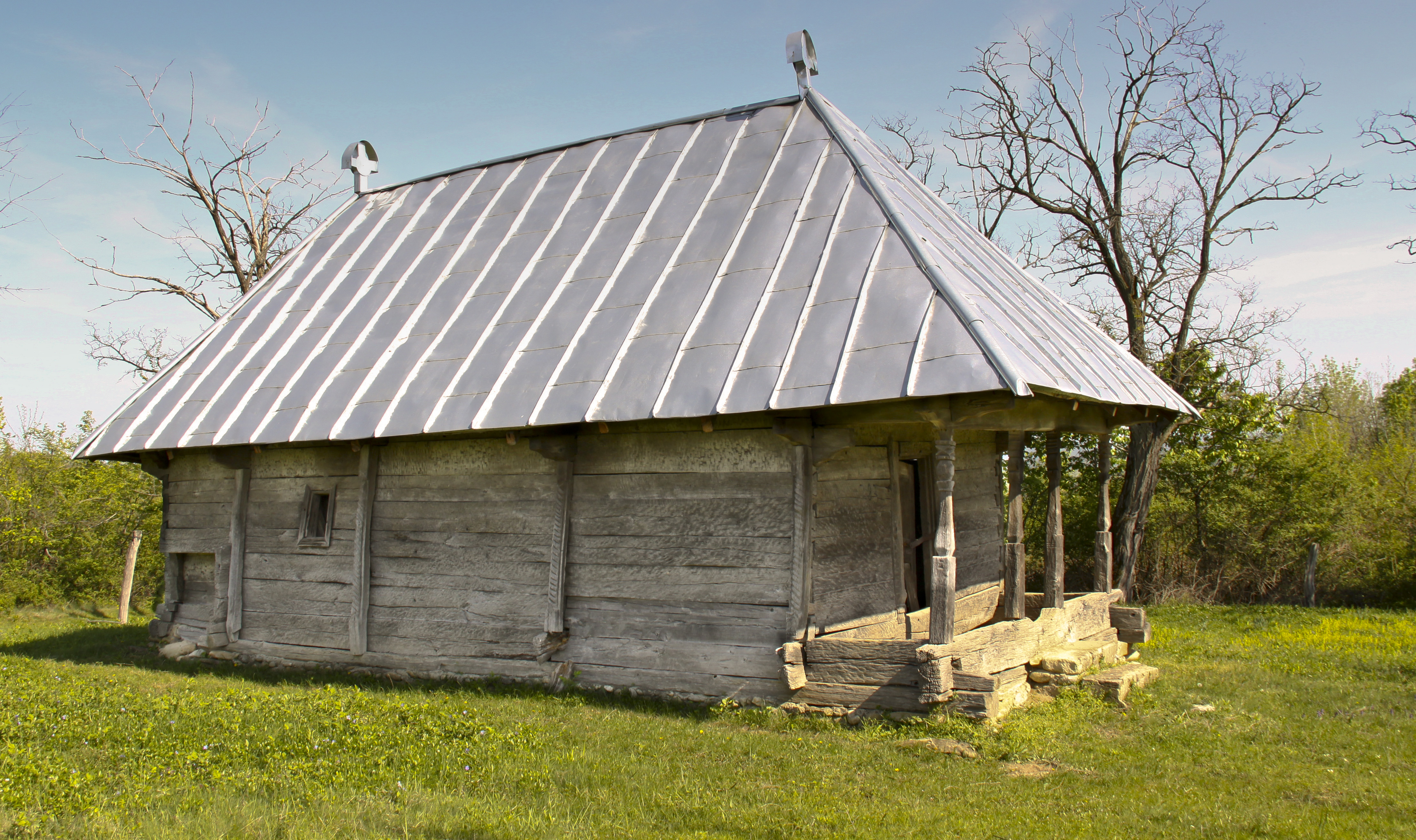
nord-vest
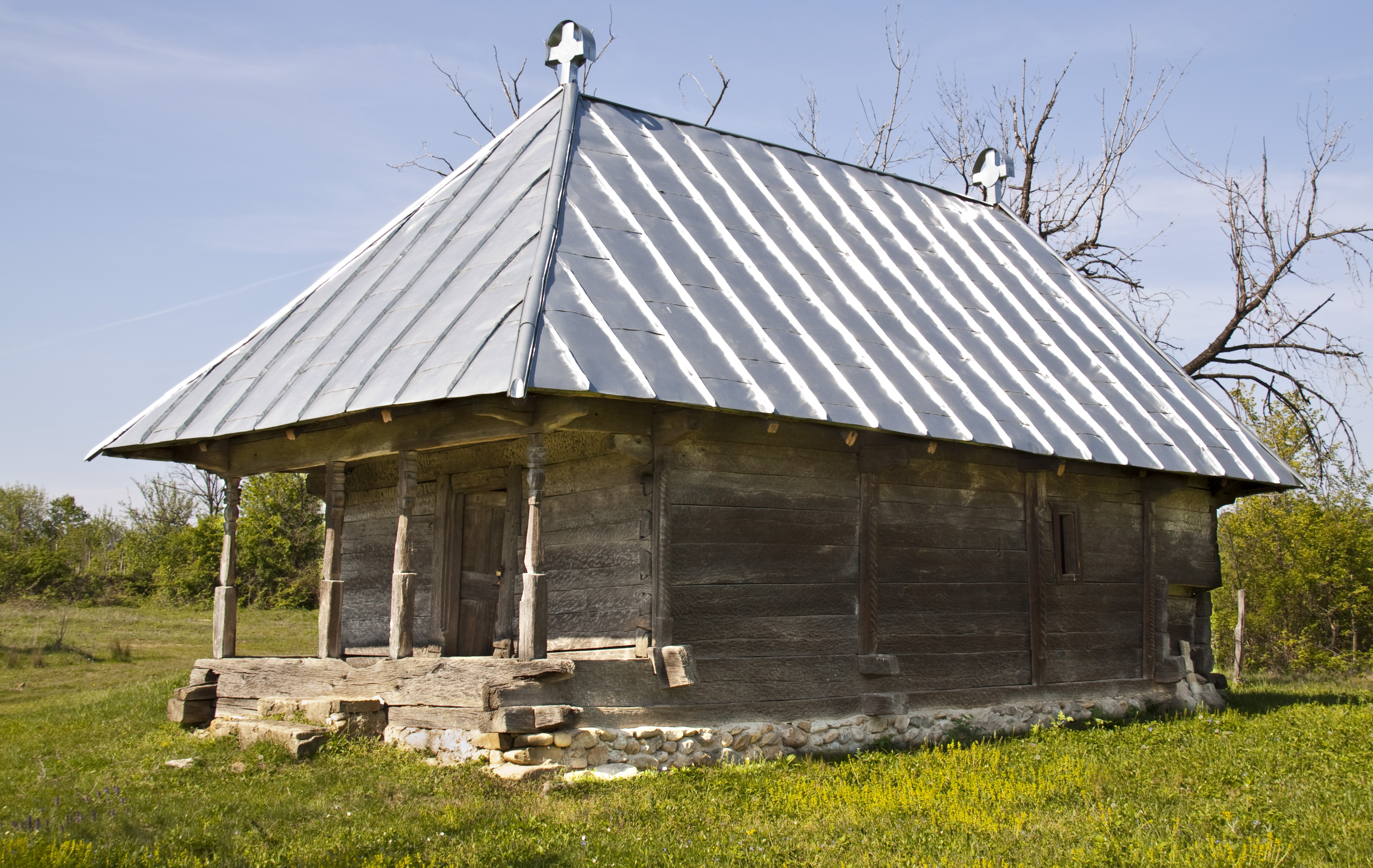
sud-vest
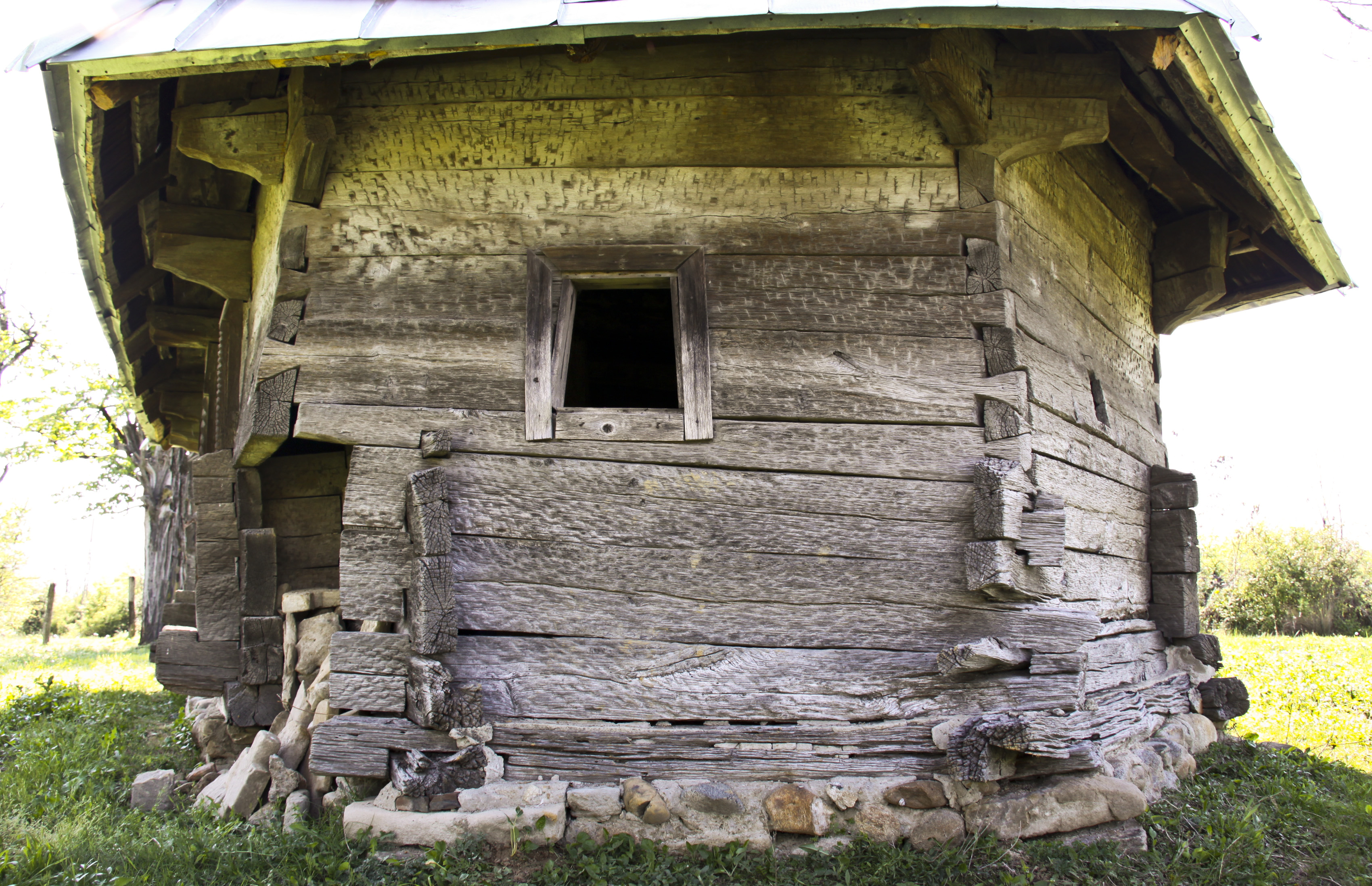
altar, est
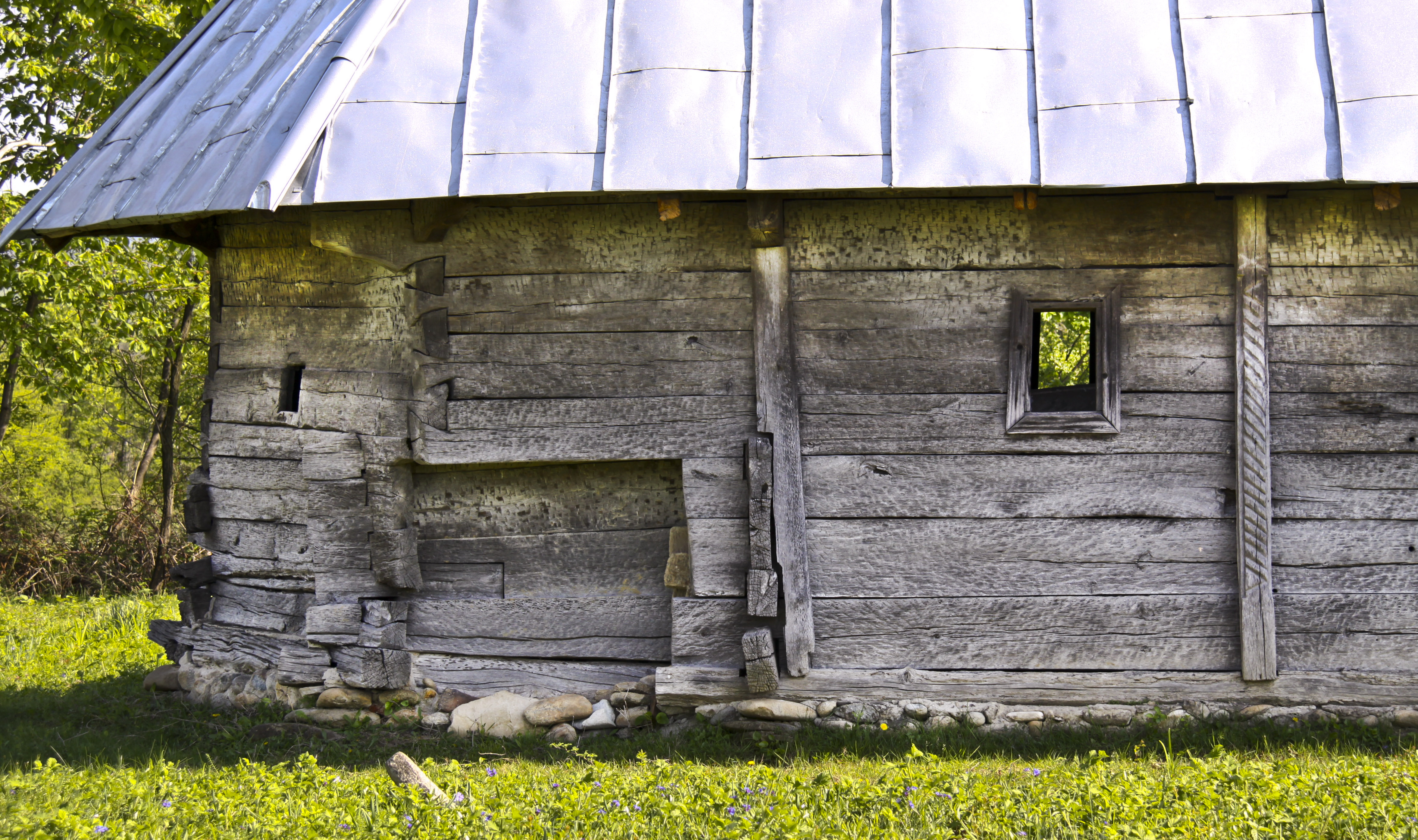
nord, altar şi naos
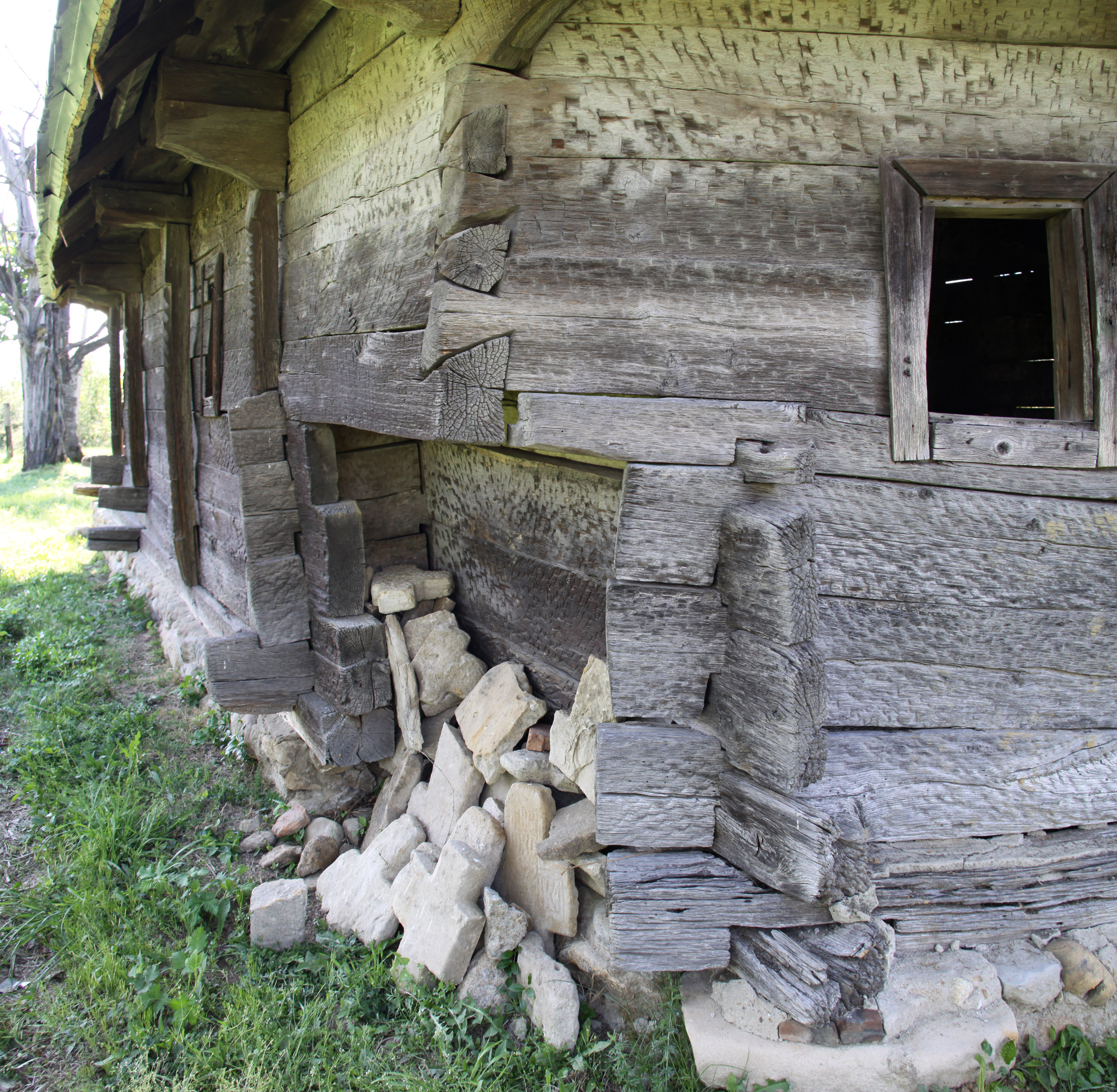
nişă altar, sud
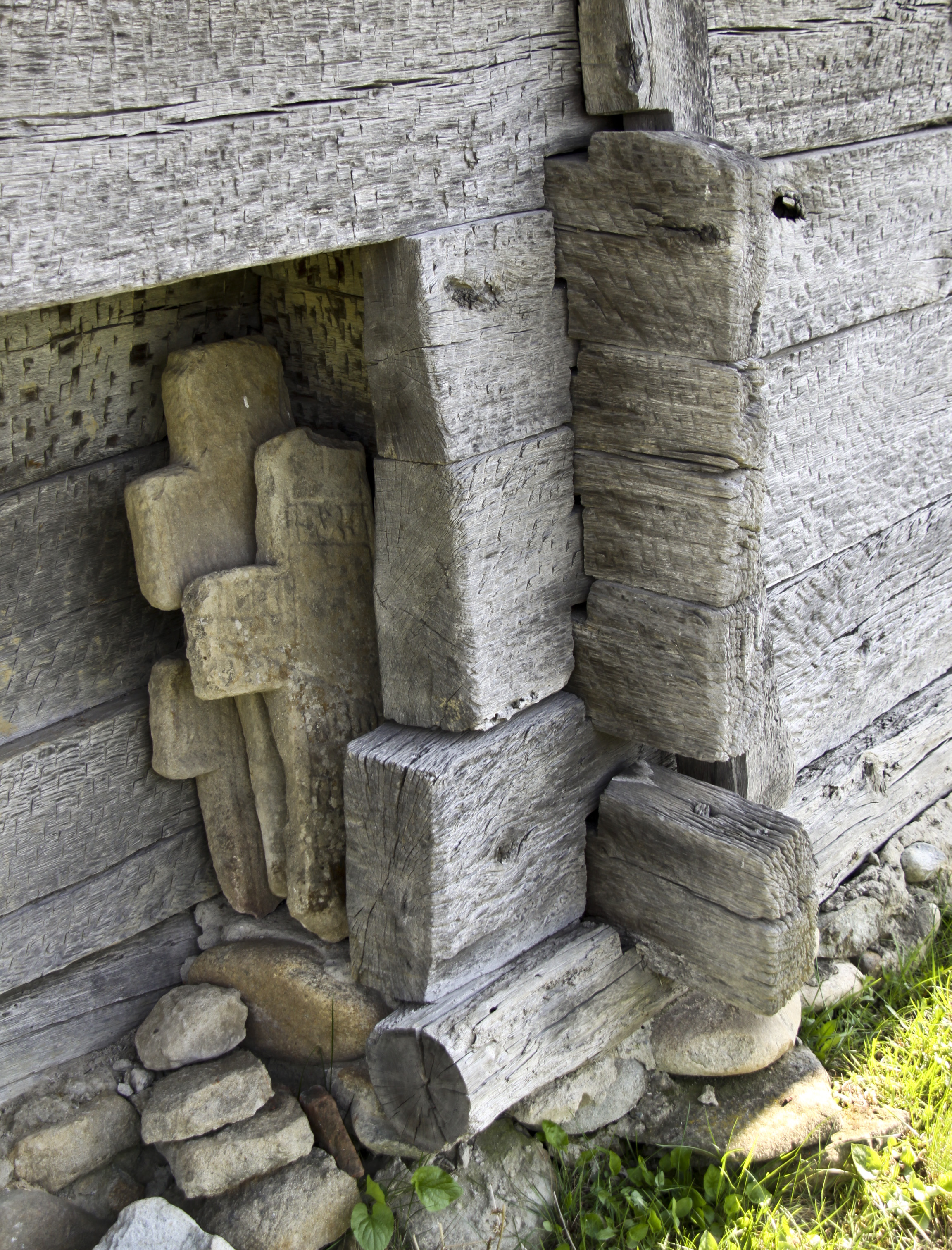
cruci sub nişă, nord
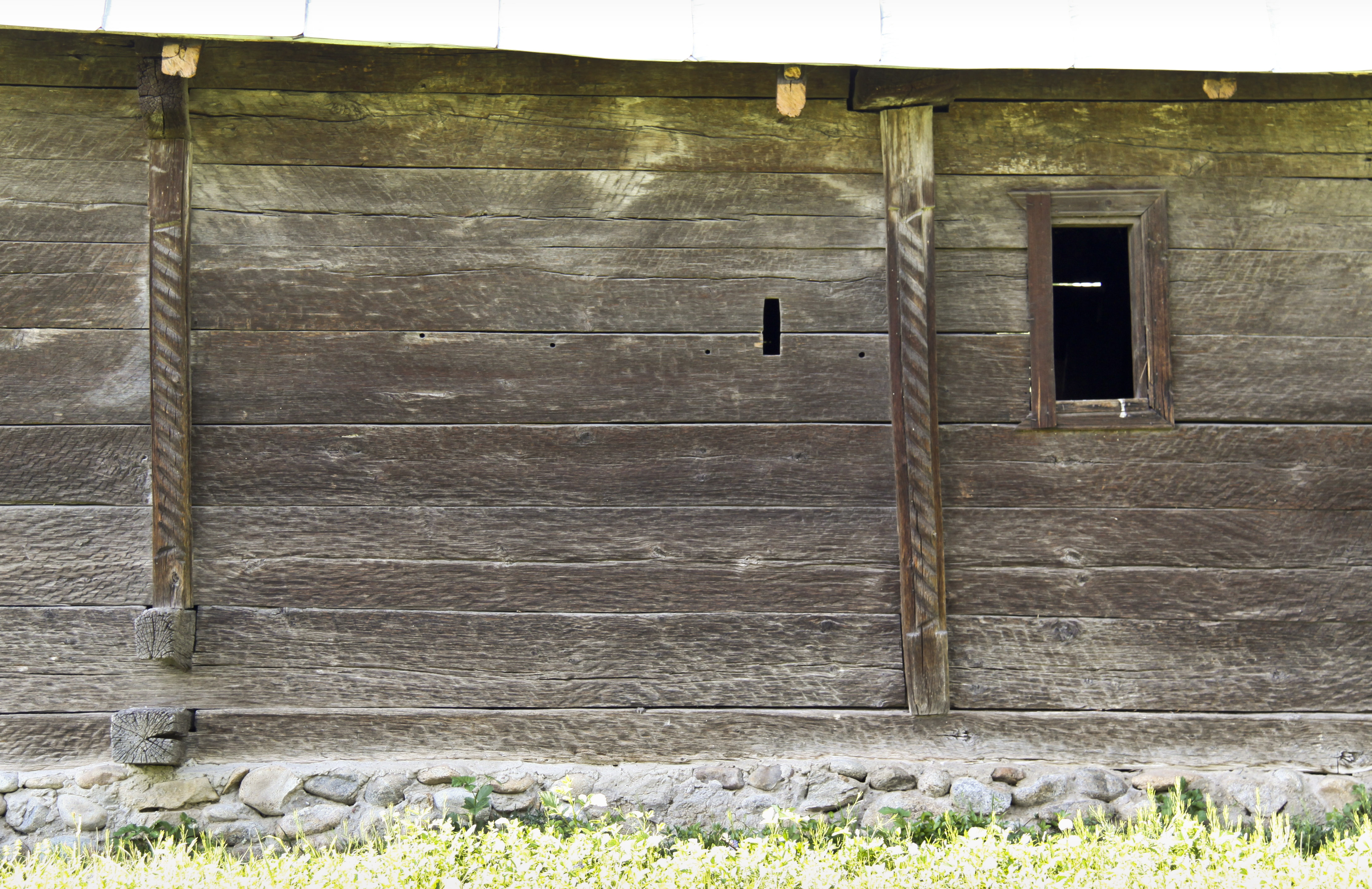
ferestre sud
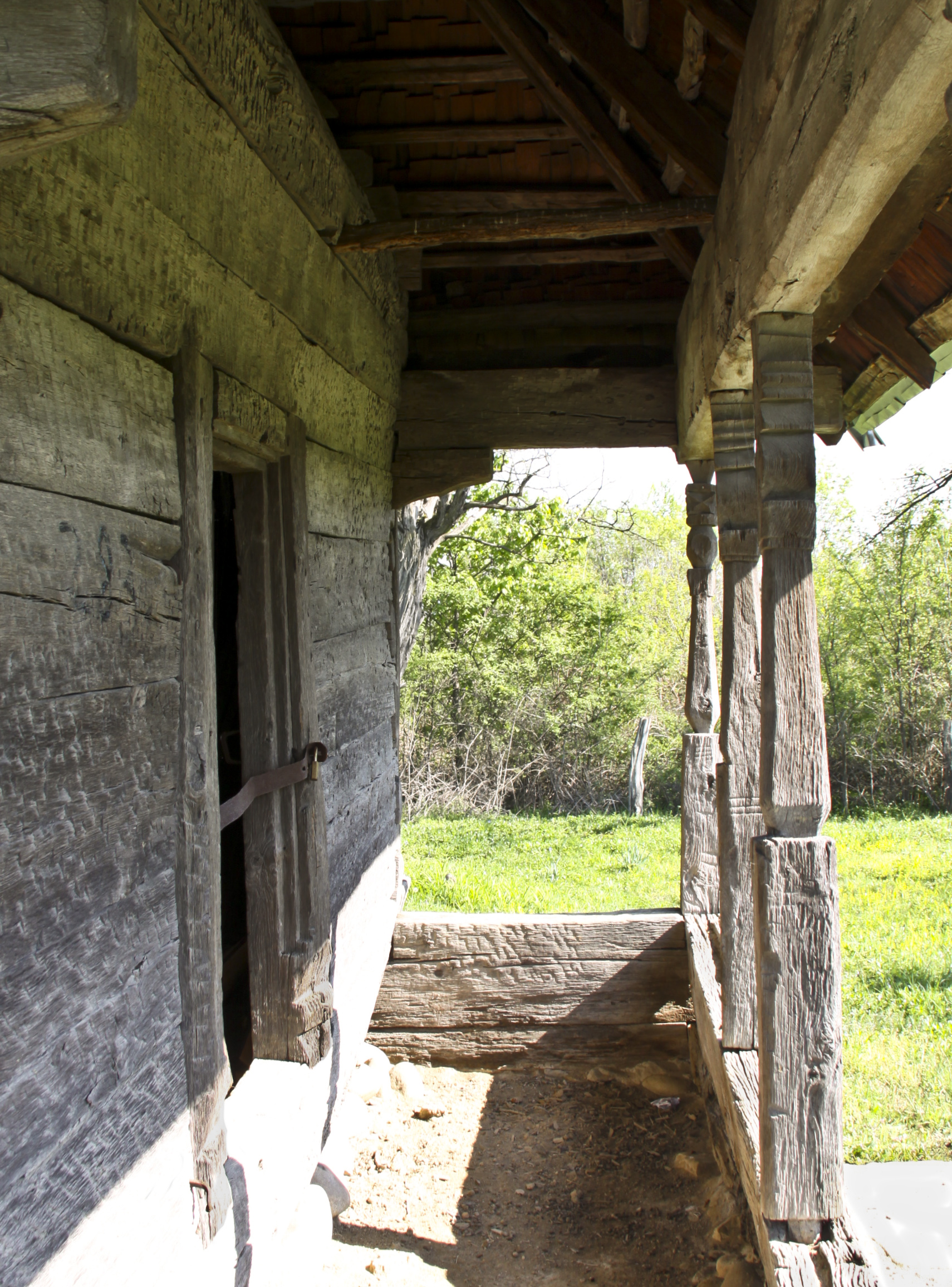
pridvor
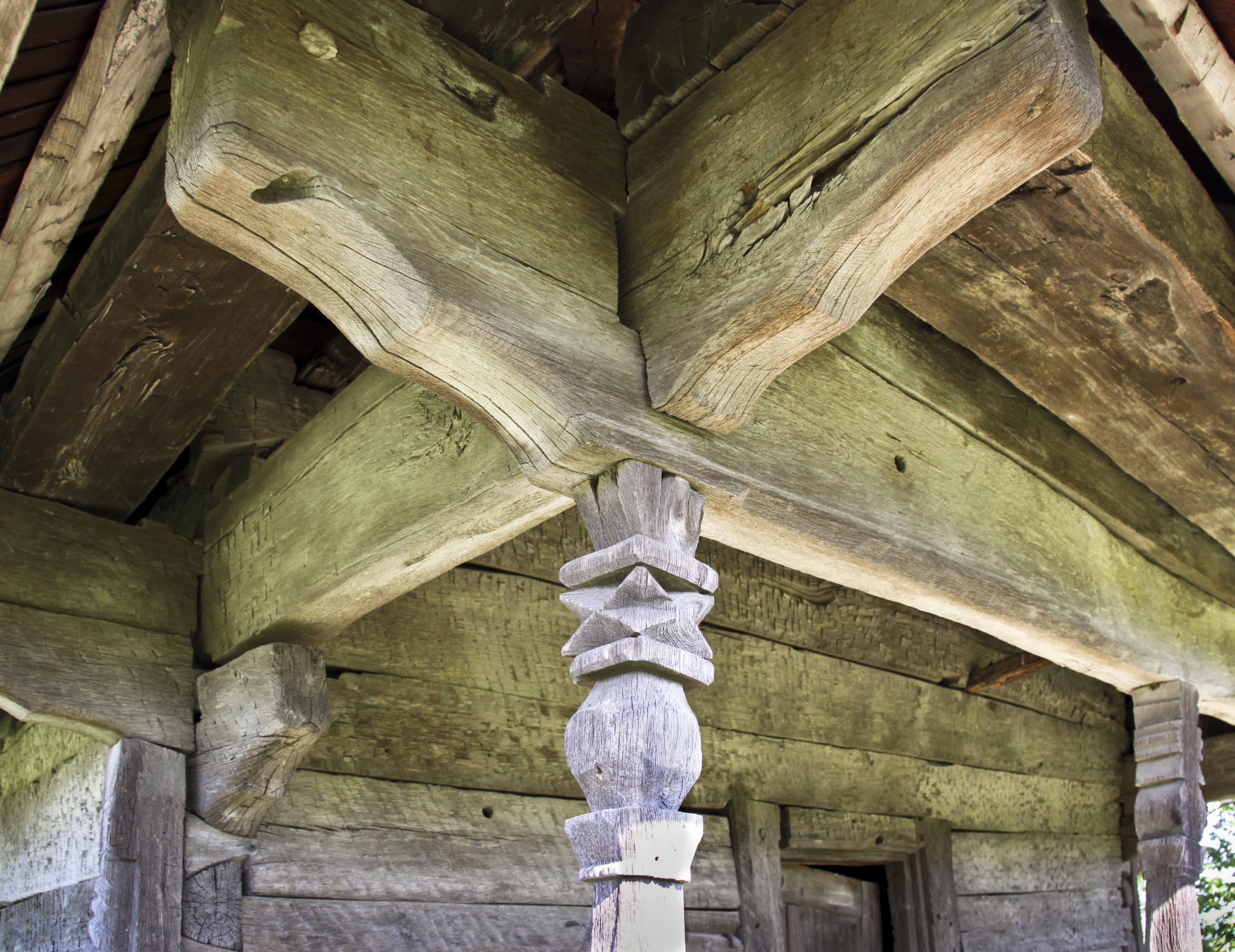
stâlp şi console, pridvor
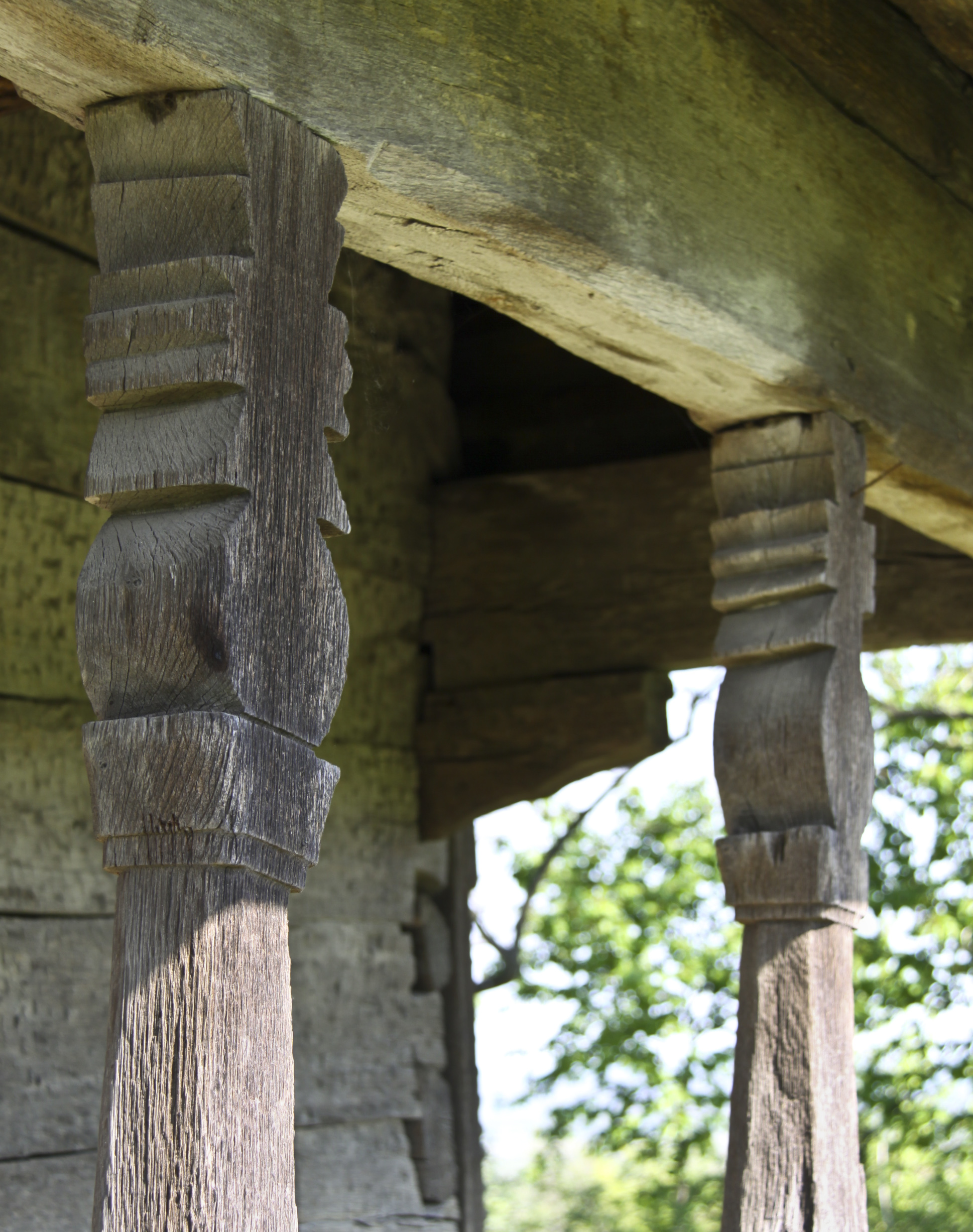
capete stâlpi centrali
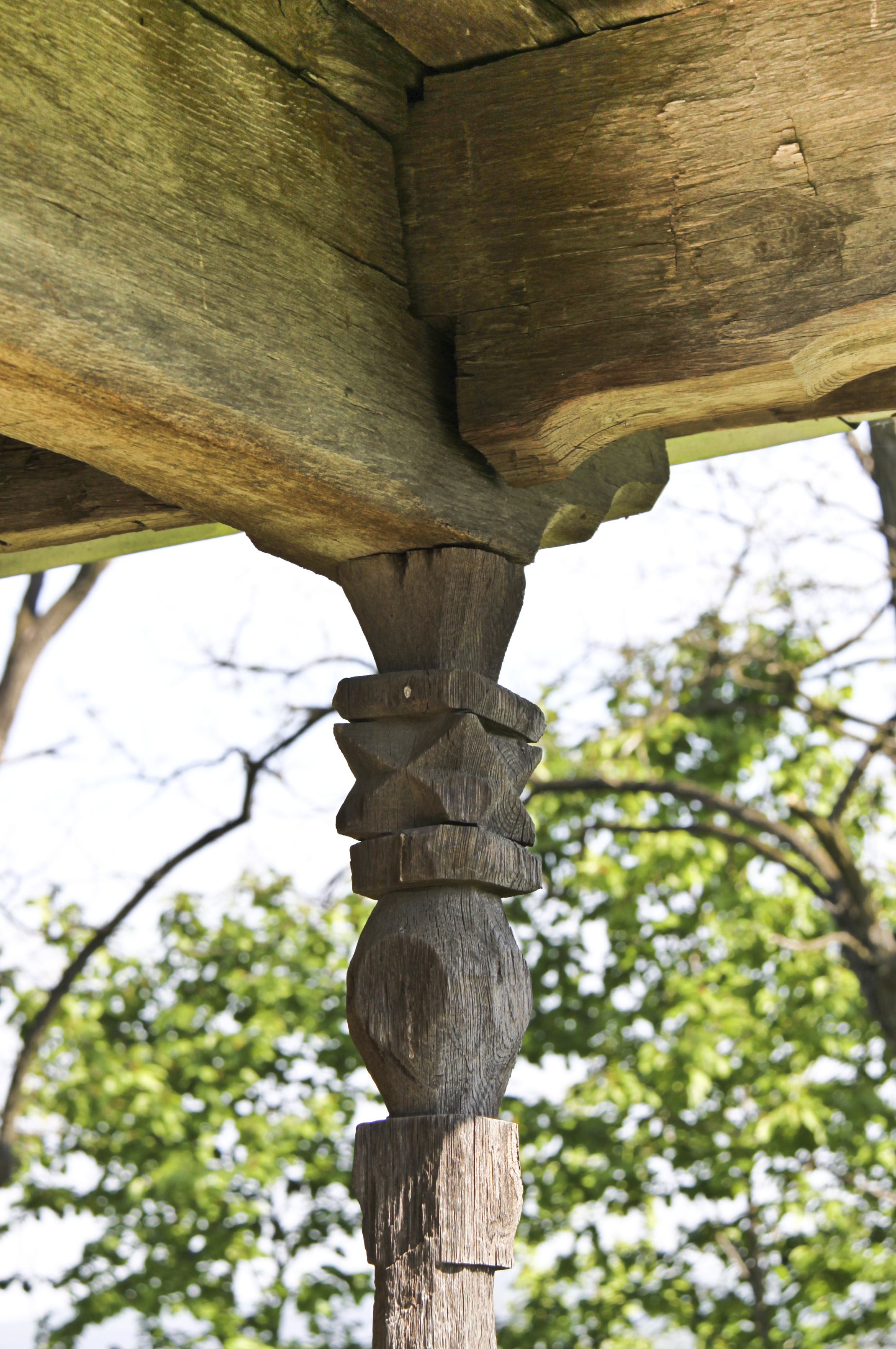
capitel stâlp
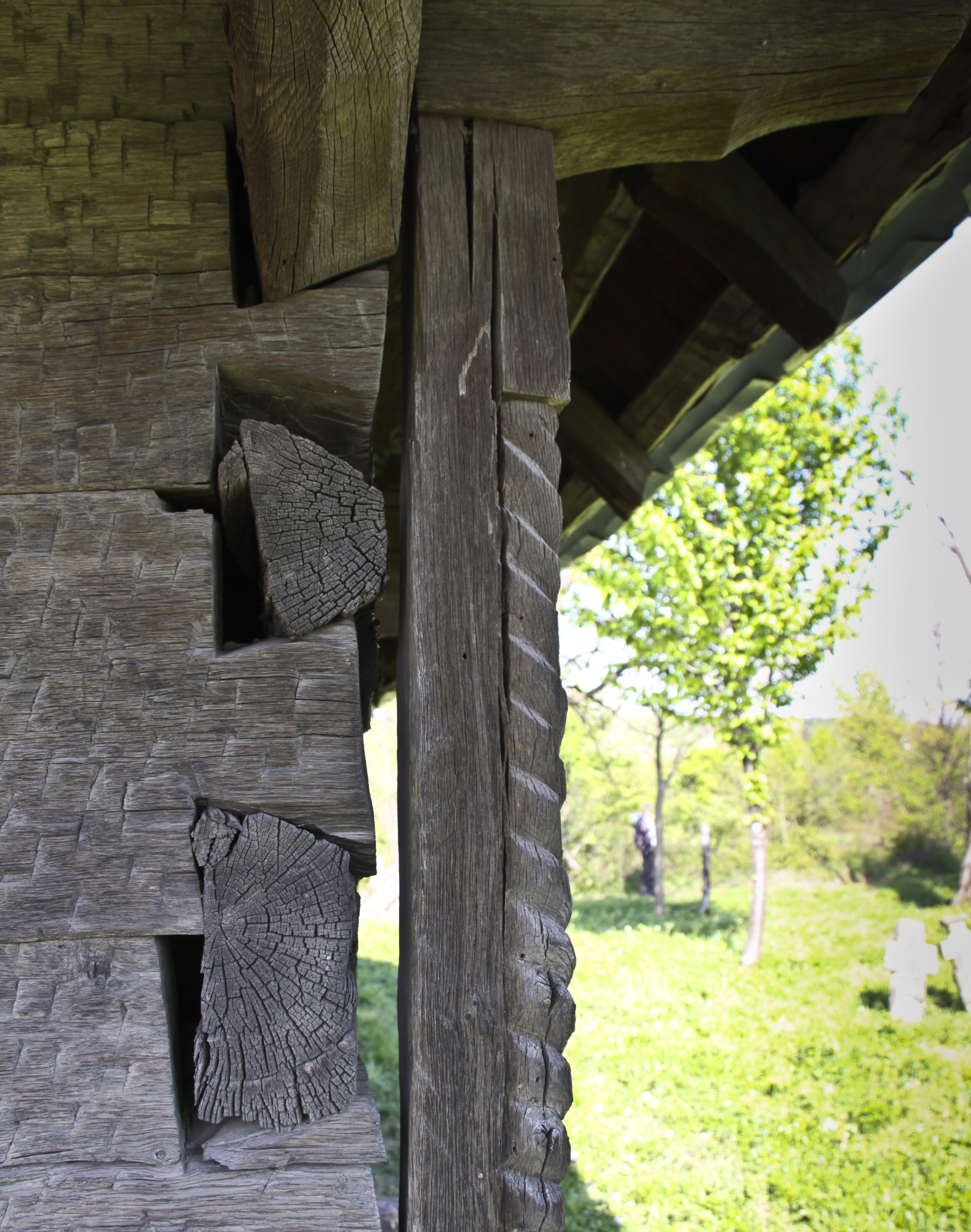
stenap/undrea
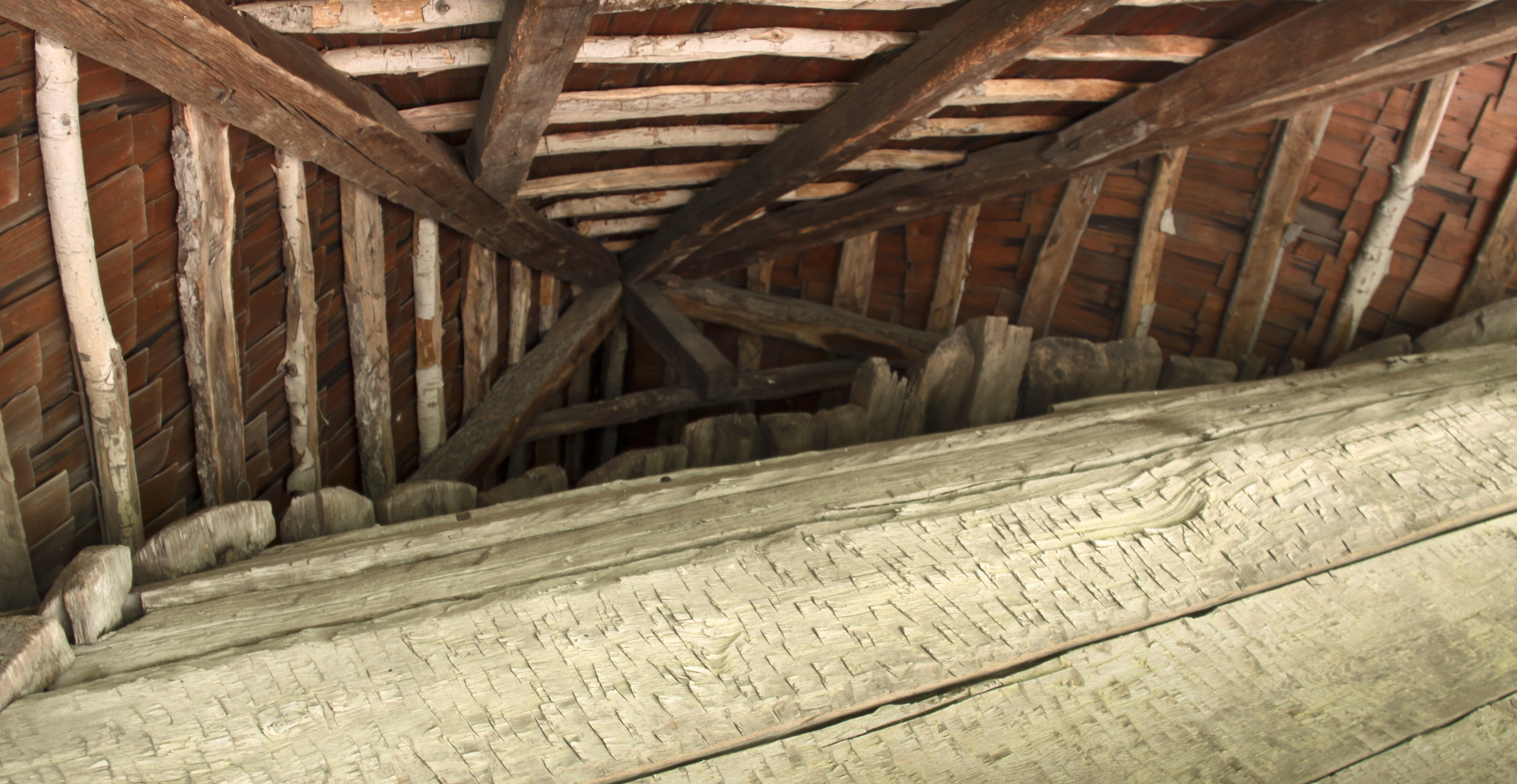
structura acoperişului

## Imagini din interior

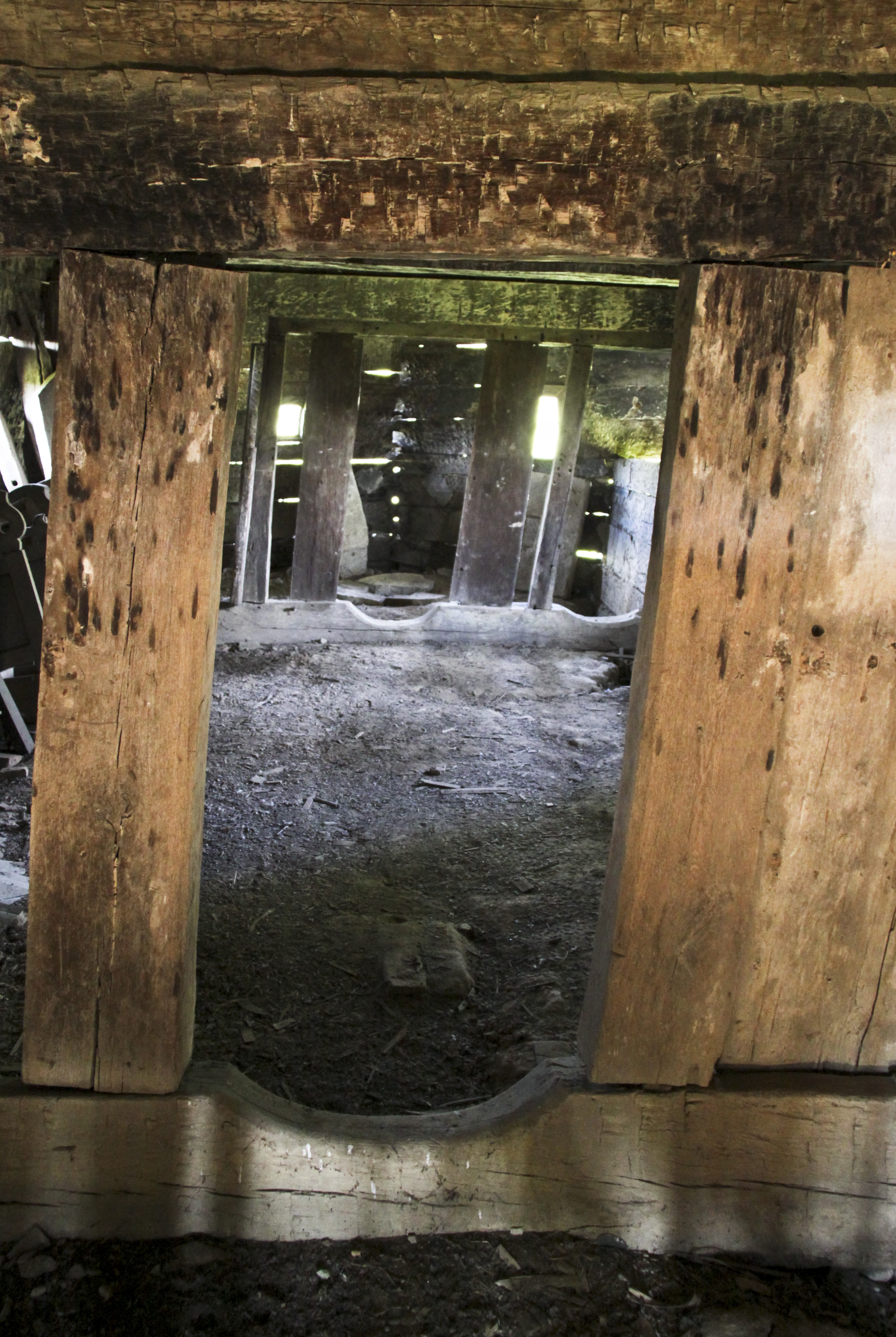
uşă spre naos
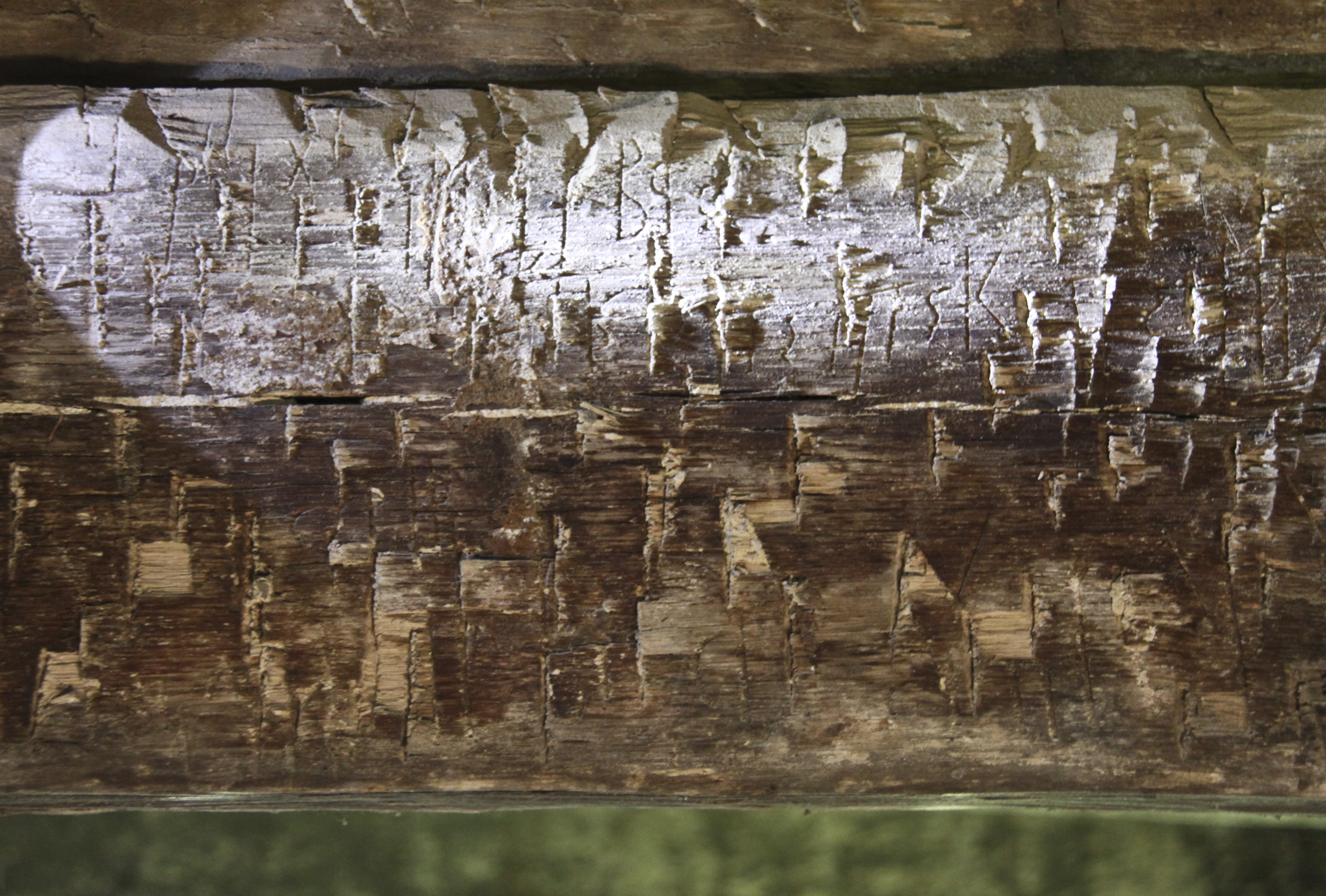
urme pisanie, pronaos
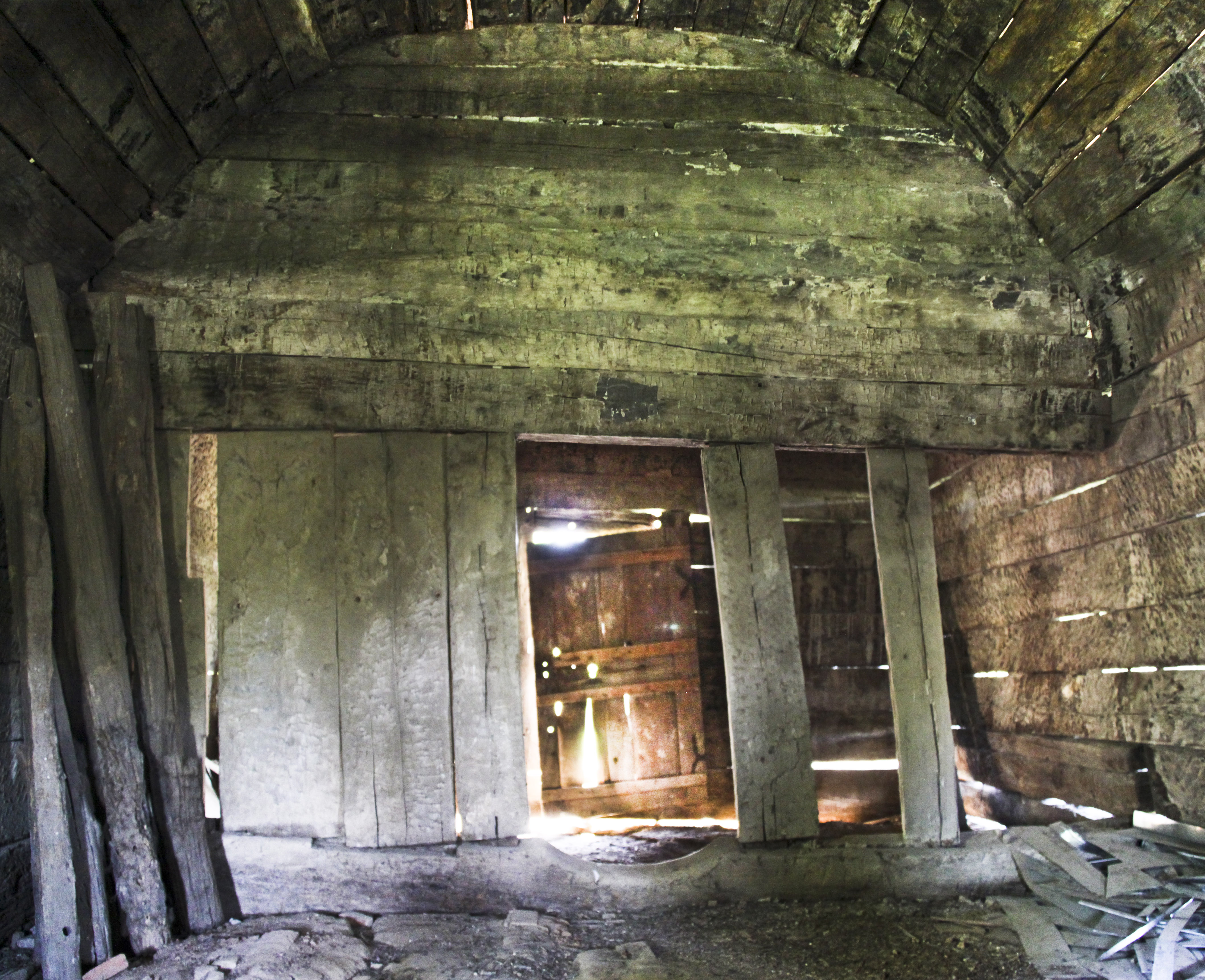
naos, vest
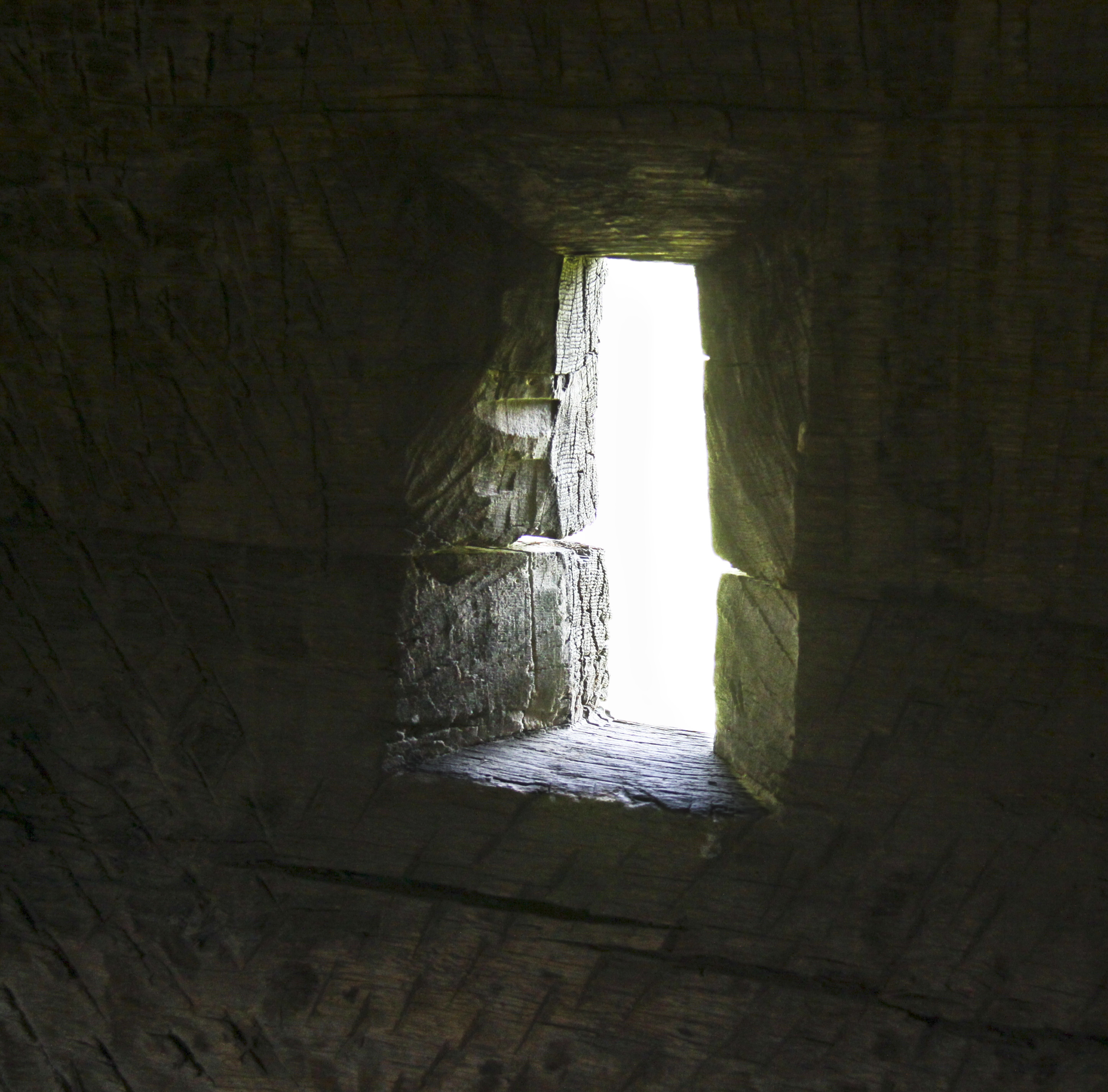
fereastra originală, naos
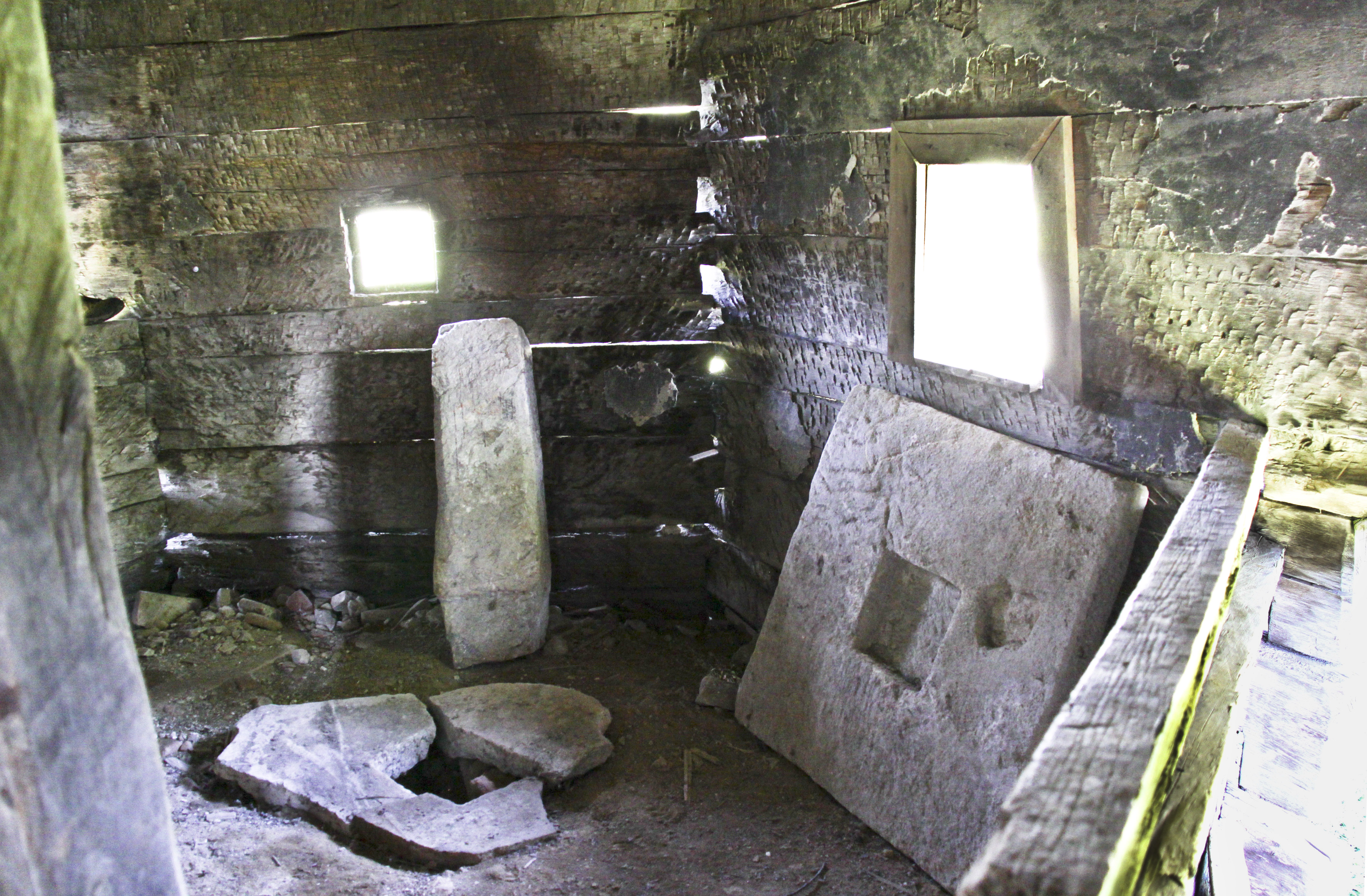
în altar
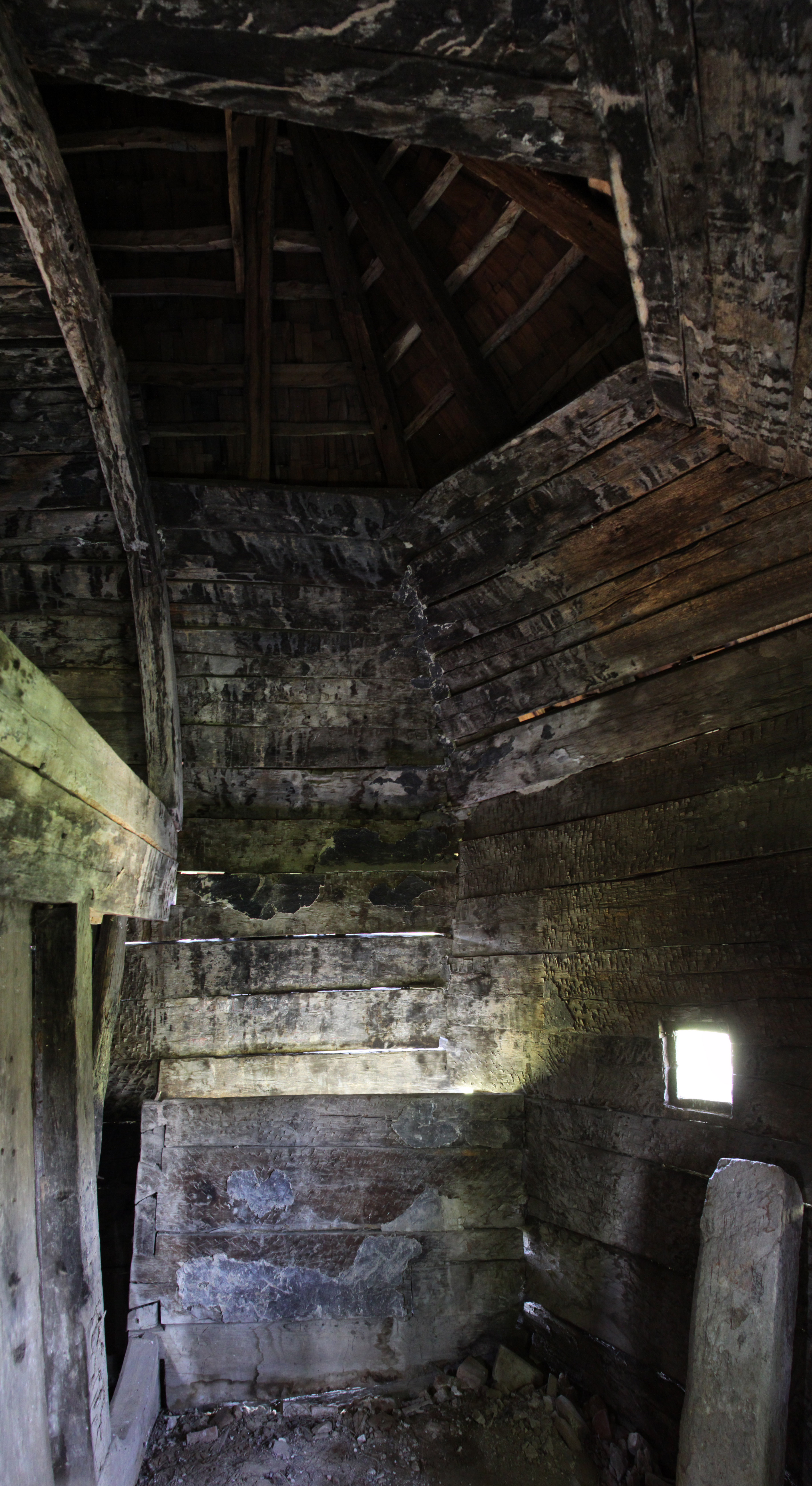
altar, nord
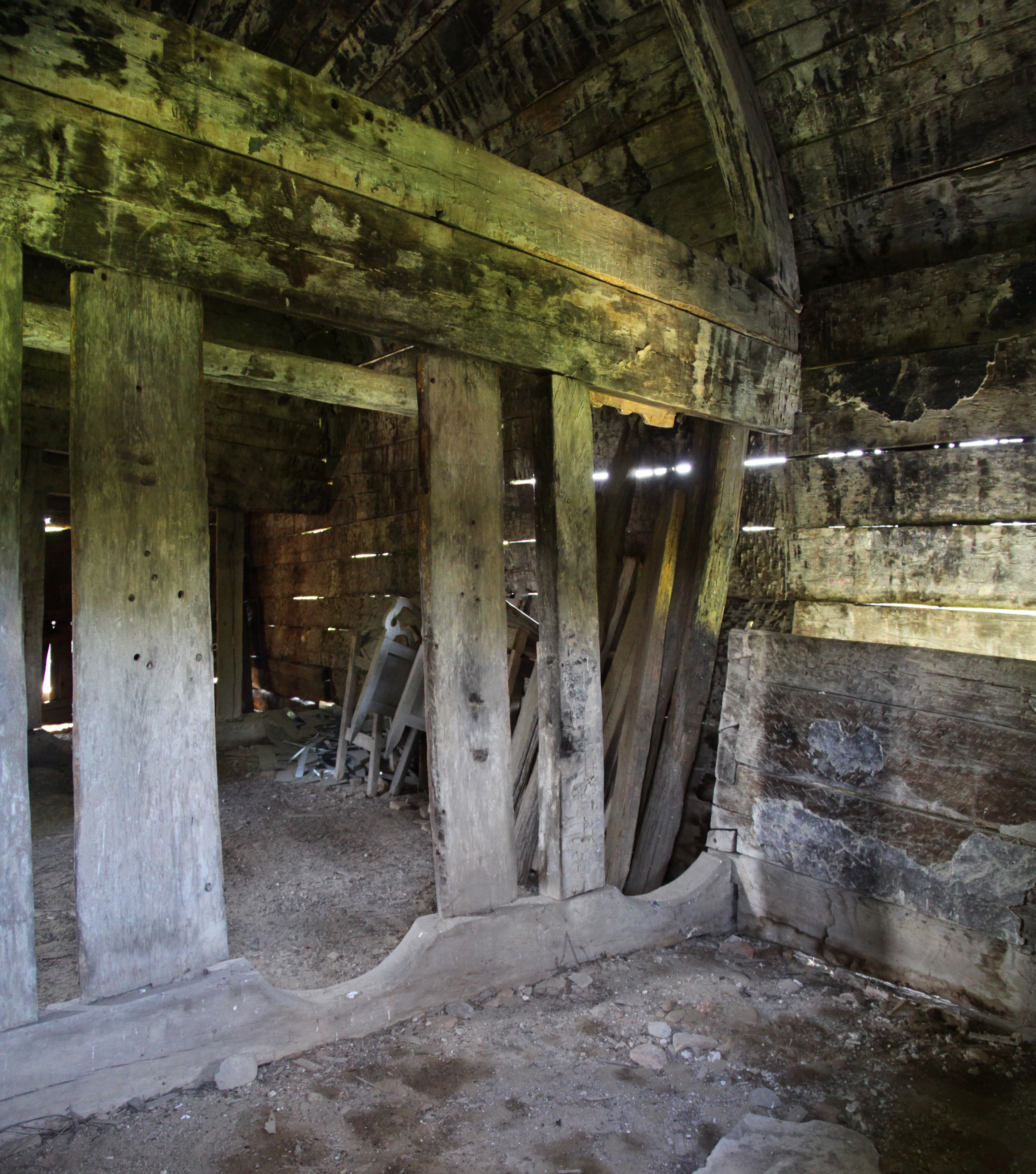
intrări în altar
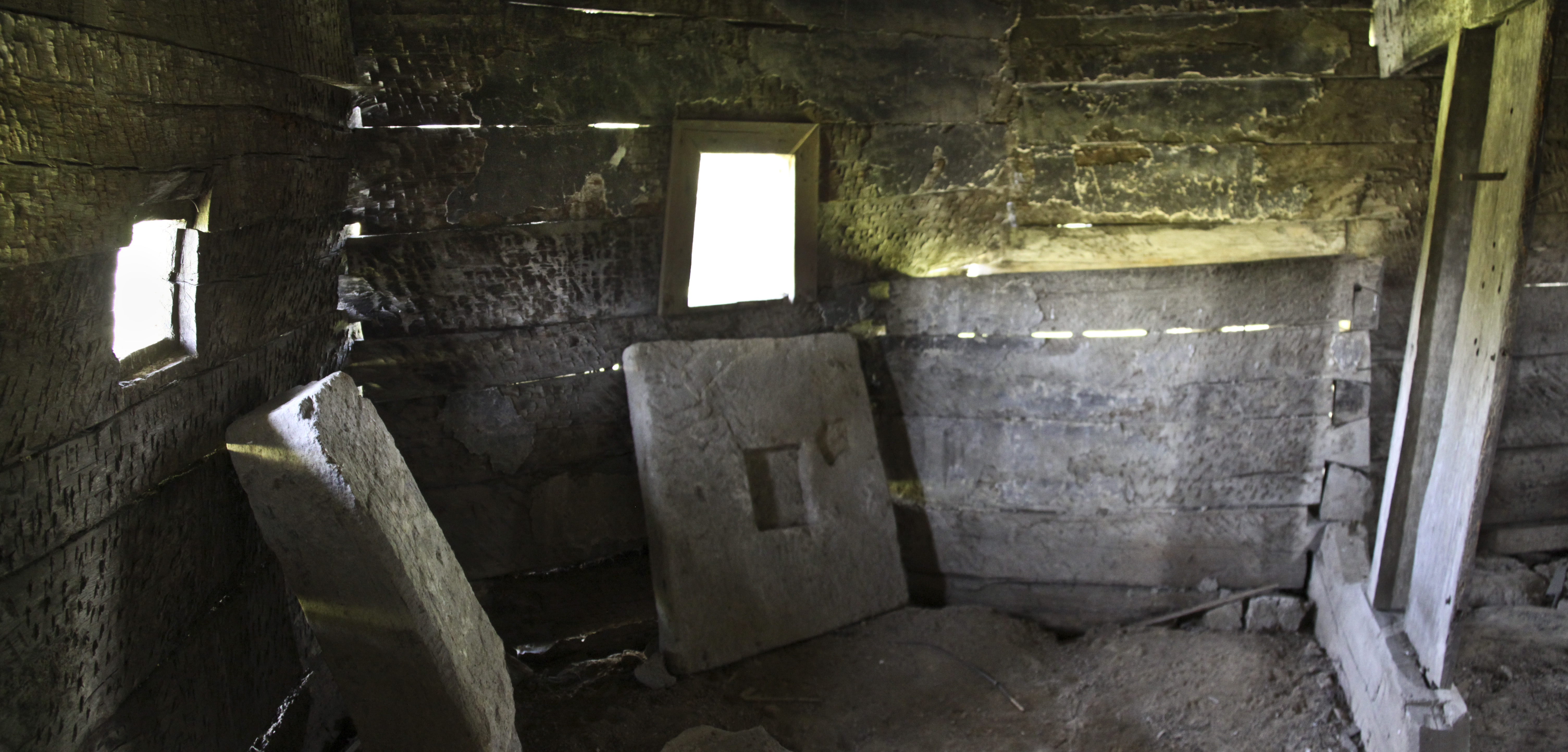
feţele altarului
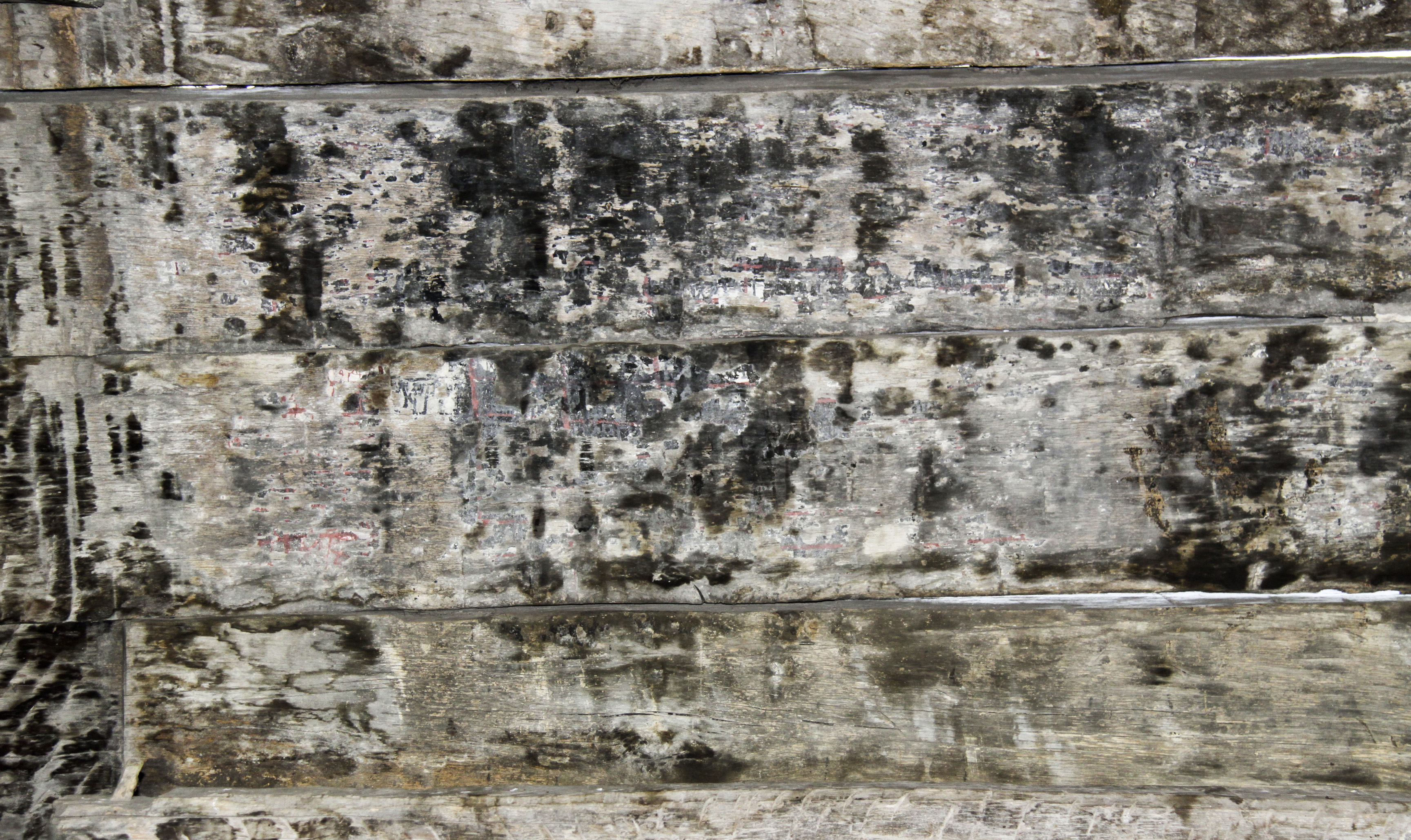
altar, fragmente de pomelnic